# مایدانتس
شهر مایدانتس (به روسی: Майданец) در استان چرکاسی در کشور اوکراین واقع شده‌است. جمعیت این شهر ۵٬۰۰۵ نفر  است.